# Lijst van voetbalinterlands Duitsland - Finland
Deze lijst van voetbalinterlands is een overzicht van alle officiële voetbalwedstrijden tussen de nationale teams van (West-)Duitsland en Finland. De landen speelden tot op heden 23 keer tegen elkaar. De eerste ontmoeting, een vriendschappelijke wedstrijd, werd gespeeld in Helsinki op 18 september 1921 in Helsinki. Het laatste duel, eveneens een vriendschappelijke wedstrijd, vond plaats op 31 augustus 2016 in Mönchengladbach.

## Wedstrijden
| №  | Plaats          | Datum             | Competitie           | Wedstrijd                | Uitslag |
| -- | --------------- | ----------------- | -------------------- | ------------------------ | ------- |
| 1  | Helsinki        | 18 september 1921 | Vriendschappelijk    | Finland – Duitsland      | 3 – 3   |
| 2  | Dresden         | 12 augustus 1923  | Vriendschappelijk    | Duitsland – Finland      | 1 – 2   |
| 3  | Helsinki        | 26 juni 1925      | Vriendschappelijk    | Finland – Duitsland      | 3 – 5   |
| 4  | Hamburg         | 20 oktober 1929   | Vriendschappelijk    | Duitsland – Finland      | 4 – 0   |
| 5  | Helsinki        | 1 juli 1932       | Vriendschappelijk    | Finland – Duitsland      | 1 – 4   |
| 6  | München         | 18 augustus 1935  | Vriendschappelijk    | Duitsland – Finland      | 6 – 0   |
| 7  | Helsinki        | 29 juni 1937      | WK 1938 kwalificatie | Finland – Duitsland      | 0 – 2   |
| 8  | Leipzig         | 1 september 1940  | Vriendschappelijk    | Duitsland – Finland      | 13 – 0  |
| 9  | Helsinki        | 5 oktober 1941    | Vriendschappelijk    | Finland – Duitsland      | 0 – 6   |
| 10 | Helsinki        | 7 juni 1964       | Vriendschappelijk    | Finland – West-Duitsland | 1 – 4   |
| 11 | Helsinki        | 7 september 1977  | Vriendschappelijk    | Finland – West-Duitsland | 0 – 1   |
| 12 | Lahti           | 24 mei 1981       | WK 1982 kwalificatie | Finland – West-Duitsland | 0 – 4   |
| 13 | Bochum          | 23 september 1982 | WK 1982 kwalificatie | West-Duitsland – Finland | 7 – 1   |
| 14 | Helsinki        | 31 augustus 1988  | WK 1990 kwalificatie | Finland – West-Duitsland | 0 – 4   |
| 15 | Dortmund        | 4 oktober 1989    | WK 1990 kwalificatie | West-Duitsland – Finland | 6 – 1   |
| 16 | Helsinki        | 27 mei 1998       | Vriendschappelijk    | Finland – Duitsland      | 0 – 0   |
| 17 | Neurenberg      | 31 maart 1999     | EK 2000 kwalificatie | Duitsland – Finland      | 2 – 0   |
| 18 | Helsinki        | 4 september 1999  | EK 2000 kwalificatie | Finland – Duitsland      | 1 – 2   |
| 19 | Helsinki        | 2 juni 2001       | WK 2002 kwalificatie | Finland – Duitsland      | 2 – 2   |
| 20 | Gelsenkirchen   | 6 oktober 2001    | WK 2002 kwalificatie | Duitsland – Finland      | 0 – 0   |
| 21 | Helsinki        | 10 september 2008 | WK 2010 kwalificatie | Finland – Duitsland      | 3 – 3   |
| 22 | Hamburg         | 14 oktober 2009   | WK 2010 kwalificatie | Duitsland – Finland      | 1 – 1   |
| 23 | Mönchengladbach | 31 augustus 2016  | Vriendschappelijk    | Duitsland – Finland      | 2 – 0   |

## Samenvatting
| Competitie        | Totaal gespeeld | Winst Duitsland | Gelijk | Winst Finland | Doelsaldo Duitsland – Finland |
| ----------------- | --------------- | --------------- | ------ | ------------- | ----------------------------- |
| WK-kwalificatie   | 9               | 5               | 4      | 0             | 29 − 8                        |
| EK-kwalificatie   | 2               | 2               | 0      | 0             | 4 − 1                         |
| Vriendschappelijk | 12              | 9               | 2      | 1             | 49 − 10                       |
| Totaal            | 23              | 16              | 6      | 1             | 82 − 19                       |

Wedstrijden bepaald door strafschoppen worden, in lijn met de FIFA, als een gelijkspel gerekend.

## Details

### Eerste ontmoeting
| Vriendschappelijk (Helsinki, Finland, 18 september 1921): |       |                                                   |
| Finland                                                   | 3 – 3 | Duitsland                                         |
| Verner Eklöf 12' Holger Thorn 54' Gunnar Öhman 88'        | goals | 5' Sepp Herberger 7' Hans Kalb 66' Sepp Herberger |

### Tweede ontmoeting
| Vriendschappelijk (Dresden, Duitsland, 12 augustus 1923): |       |                                         |
| Duitsland                                                 | 1 – 2 | Finland                                 |
| Walter Claus-Oehler 31'                                   | goals | 10' (e.d.) Henry Müller 27' Aarne Linna |

### Achtste ontmoeting
| Vriendschappelijk (Leipzig, Duitsland, 1 september 1940): |        |         |
| Duitsland | 13 – 0 | Finland |
| Wilhelm Hahnemann 7' Edmund Conen 8' Fritz Walter 11' Edmund Conen 16' Wilhelm Hahnemann 19' Wilhelm Hahnemann 28' Edmund Conen 32' Wilhelm Hahnemann 44' Edmund Conen 47' Wilhelm Hahnemann 49' Willi Arlt 62' Fritz Walter 68' Wilhelm Hahnemann 82' | goals  |         |
| - Grootste nederlaag uit de geschiedenis van het Finse elftal. |        |         |

### Twaalfde ontmoeting
| WK 1982 kwalificatie (Lahti, Finland, 24 mei 1981): |              | |
| Finland | 0 – 4        | West-Duitsland |
| | goals        | 26' Hans-Peter Briegel 37' Klaus Fischer 40' Manfred Kaltz 80' Klaus Fischer |
| Esko Malm | bondscoach   | Jupp Derwall |
| Olli Isoaho Arto Tolsa 46' Aki Lahtinen Risto Vaittinen Leo Houtsonen Jukka Ikäläinen Kari Virtanen Petteri Kupiainen Seppo Pykkö Keijo Kousa Ari Valvee 64' | opstellingen | Toni Schumacher Manfred Kaltz Wilfried Hannes Karlheinz Förster Hans-Peter Briegel Wolfgang Dremmler 75' Felix Magath Paul Breitner 75' Hansi Müller Karl-Heinz Rummenigge Klaus Fischer |
| Juha Helin 46' Atik Ismail 64' | wissels      | 75' Ronald Borchers 75' Karl Allgöwer |
| - Debuut van Keijo Kousa (Lahden Kuusysi) voor Finland. |              | |

### Dertiende ontmoeting
| WK 1982 kwalificatie (Bochum, Duitsland, 23 september 1981): |              | |
| West-Duitsland | 7 – 1        | Finland |
| Klaus Fischer 11' Karl-Heinz Rummenigge 42' Paul Breitner 54' Karl-Heinz Rummenigge 60' Paul Breitner 67' Karl-Heinz Rummenigge 72' Wolfgang Dremmler 83'                    | goals        | 41' Hannu Turunen |
| Jupp Derwall | bondscoach   | Esko Malm |
| Toni Schumacher Manfred Kaltz Uli Stielike Bernd Förster Hans-Peter Briegel Wolfgang Dremmler Paul Breitner Felix Magath Ronald Borchers Klaus Fischer Karl-Heinz Rummenigge | opstellingen | Olli Isoaho Juha Dahlund Esa Pekonen Aki Lahtinen Leo Houtsonen Hannu Turunen 70' Jukka Ikäläinen Peter Utriainen Seppo Pykkö Keijo Kousa 70' Pasi Jaakonsaari |
| | wissels      | 70' Jyrki Nieminen 70' Antti Ronkainen |

### Veertiende ontmoeting
| WK 1990 kwalificatie (Helsinki, Finland, 31 augustus 1988): |              | |
| Finland | 0 – 4        | West-Duitsland |
| | goals        | 6' Rudi Völler 15' Rudi Völler 52' Lothar Matthäus 86' Karl-Heinz Riedle                                                                                             |
| Jukka Vakkila | bondscoach   | Franz Beckenbauer |
| Kari Laukkanen Jyrki Hännikäinen 43' Aki Lahtinen Jari Europaeus Erkka Petäjä Marko Myyry Kari Ukkonen 62' Esa Pekonen Ari Hjelm Jari Rantanen Mika-Matti Paatelainen | opstellingen | Bodo Illgner Holger Fach Andreas Brehme Jürgen Kohler 27' Guido Buchwald Armin Görtz Lothar Matthäus Thomas Häßler Pierre Littbarski Rudi Völler 76' Dieter Eckstein |
| Mika Lipponen 43' Jarmo Alatensiö 62' | wissels      | 27' Wolfgang Rolff 76' Karl-Heinz Riedle |
| Jari Rantanen 77' | gele kaarten | |
| - Debuut van Karl-Heinz Riedle (SV Werder Bremen), Holger Fach (FC Bayer 05 Uerdingen) en Thomas Häßler (1. FC Köln) voor West-Duitsland.                             |              | |

### Vijftiende ontmoeting
| WK 1990 kwalificatie (Dortmund, Duitsland, 4 oktober 1989): |              | |
| West-Duitsland | 6 – 1        | Finland |
| Andreas Möller 12' Pierre Littbarski 47' Jürgen Klinsmann 53' Rudi Völler 62' Andreas Möller 80' Lothar Matthäus 84' (pen.)                                                    | goals        | 72' Mika Lipponen |
| Franz Beckenbauer | bondscoach   | Jukka Vakkila |
| Bodo Illgner Klaus Augenthaler Stefan Reuter Guido Buchwald Andreas Brehme Thomas Häßler 46' Lothar Matthäus Andreas Möller 81' Pierre Littbarski Jürgen Klinsmann Rudi Völler | opstellingen | Kari Laukkanen Erik Holmgren Jari Europaeus Ari Heikkinen Aki Lahtinen Marko Myyry 73' Jukka Ikäläinen Kari Ukkonen Kimmo Tarkkio Mika Lipponen 62' Mika-Matti Paatelainen |
| Uwe Bein 46' Frank Mill 81' | wissels      | 62' Ismo Lius 73' Ari Hjelm |
| - Debuut van Uwe Bein (Eintracht Frankfurt) voor West-Duitsland. |              | |

### Zestiende ontmoeting
| Vriendschappelijk (Helsinki, Finland, 27 mei 1998): |              | |
| Finland | 0 – 0        | Duitsland |
| | goals        | |
| Richard Møller Nielsen | bondscoach   | Berti Vogts |
| Antti Niemi Harri Ylönen Marko Tuomela Sami Hyypiä Tomi Kinnunen Aki Riihilahti Jarkko Wiss Juha Reini 81' Mika-Matti Paatelainen 60' Jari Litmanen Jonatan Johansson | opstellingen | 46' Andreas Köpke Christian Wörns 46' Jürgen Kohler Lothar Matthäus 68' Jörg Heinrich Steffen Freund 73' Dieter Hamann Michael Tarnat Thomas Häßler Oliver Bierhoff 46' Ulf Kirsten |
| Joonas Kolkka 60' Aarno Turpeinen 81' | wissels      | 46' Oliver Kahn 46' Markus Babbel 46' Olaf Marschall 68' Jens Jeremies 73' Olaf Thon                                                                                                |

### Zeventiende ontmoeting
| EK 2000 kwalificatie (Neurenberg, Duitsland, 31 maart 1999): |              | |
| Duitsland | 2 – 0        | Finland |
| Jens Jeremies 31' Oliver Neuville 37' | goals        | |
| Erich Ribbeck | bondscoach   | Richard Møller Nielsen |
| Oliver Kahn Lothar Matthäus Markus Babbel Christian Wörns Thomas Strunz Jörg Heinrich Jens Jeremies Dietmar Hamann 72' Oliver Neuville 65' Oliver Bierhoff Marco Bode 76' | opstellingen | Antti Niemi Harri Ylönen 72' Tomi Kinnunen Tommi Kautonen Sami Hyypiä 89' Juha Reini Jari Ilola Aki Riihilahti Jari Litmanen 46' Mika-Matti Paatelainen Jonatan Johansson |
| Ulf Kirsten 65' Jens Nowotny 72' Carsten Jancker 76' | wissels      | 46' Jarmo Saastamoinen 72' Joonas Kolkka 89' Mika Lehkosuo |
| Christian Wörns 16' | gele kaarten | 39' Juha Reini |

### Achttiende ontmoeting
| EK 2000 kwalificatie (Helsinki, Finland, 4 september 1999): |              | |
| Finland | 1 – 2        | Duitsland |
| Janne Salli 63' | goals        | 2' Oliver Bierhoff 17' Oliver Bierhoff |
| Richard Møller Nielsen | bondscoach   | Erich Ribbeck |
| Antti Niemi 46' Harri Ylönen 46' Toni Kuivasto Sami Hyypiä Janne Salli Aki Riihilahti Jarkko Wiss Jarmo Saastamoinen Mika Kottila Teemu Tainio Jonatan Johansson | opstellingen | Jens Lehmann Lothar Matthäus Markus Babbel Christian Ziege Thomas Linke Jens Nowotny Jens Jeremies 79' Mehmet Scholl 85' Oliver Neuville Oliver Bierhoff 32' Ulf Kirsten |
| Pasi Laaksonen 46' Shefki Kuqi 46' | wissels      | 32' Bernd Schneider 79' Christian Nerlinger 85' Thomas Strunz |
| Harri Ylönen 44' Teemu Tainio 74' | gele kaarten | |

### Negentiende ontmoeting
| WK 2002 kwalificatie (Helsinki, Finland, 2 juni 2001): |              | |
| Finland | 2 – 2        | Duitsland |
| Mikael Forssell 28' Mikael Forssell 43' | goals        | 69' (pen.) Michael Ballack 72' Carsten Jancker |
| Antti Muurinen | bondscoach   | Rudi Völler |
| Antti Niemi Petri Pasanen Sami Hyypiä Hannu Tihinen Ville Nylund Aki Riihilahti 80' Rami Rantanen Jari Litmanen Mika Nurmela 72' Joonas Kolkka 85' Mikael Forssell | opstellingen | Oliver Kahn Marko Rehmer Jens Nowotny Thomas Linke Carsten Ramelow Michael Ballack 69' Marco Bode Gerald Asamoah Lars Ricken 62' Oliver Neuville 83' Carsten Jancker |
| Jonatan Johansson 72' Tommi Grönlund 80' Shefki Kuqi 85' | wissels      | 62' Miroslav Klose 69' Christian Ziege 83' Oliver Bierhoff |
| Hannu Tihinen 75' | gele kaarten | 10' Michael Ballack 12' Oliver Neuville 27' Carsten Ramelow |

### Twintigste ontmoeting
| WK 2002 kwalificatie (Gelsenkirchen, Duitsland, 6 oktober 2001): |              | |
| Duitsland | 0 – 0        | Finland |
| | goals        | |
| Rudi Völler | bondscoach   | Antti Muurinen |
| Oliver Kahn Marko Rehmer Christian Wörns Jens Nowotny Christian Ziege Michael Ballack Carsten Ramelow Jörg Böhme 46' Sebastian Deisler Oliver Bierhoff Oliver Neuville 76' | opstellingen | Antti Niemi 79' Juha Reini Hannu Tihinen Sami Hyypiä Janne Saarinen Aki Riihilahti Jari Litmanen 83' Teemu Tainio Mika Nurmela Mikael Forssell 66' Jonatan Johansson |
| Gerald Asamoah 46' Miroslav Klose 76' | wissels      | 66' Shefki Kuqi 79' Petri Helin 83' Tommi Grönlund |
| Oliver Neuville 29' | gele kaarten | 51' Juha Reini 64' Mika Nurmela |

### 21ste ontmoeting
| WK 2010 kwalificatie (Helsinki, Finland, 10 september 2008): |              | |
| Finland | 3 – 3        | Duitsland |
| Jonatan Johansson 33' Mika Väyrynen 43' Daniel Sjölund 53' | goals        | 38' Miroslav Klose 45' Miroslav Klose 82' Miroslav Klose |
| Stuart Baxter | bondscoach   | Joachim Löw |
| Jussi Jääskeläinen Veli Lampi Petri Pasanen Sami Hyypiä Toni Kallio Roman Jerjomenko Markus Heikkinen Mika Väyrynen 75' Joonas Kolkka Mikael Forssell 41' Jonatan Johansson | opstellingen | Robert Enke 82' Clemens Fritz Serdar Tasci Heiko Westermann Philipp Lahm Bastian Schweinsteiger 69' Thomas Hitzlsperger 82' Simon Rolfes Piotr Trochowski Miroslav Klose Lukas Podolski |
| Daniel Sjölund 41' Njazi Kuqi 75' | wissels      | 69' Mario Gómez 82' Andreas Hinkel 82' Patrick Helmes |
| Toni Kallio 62' | gele kaarten | |

### 22ste ontmoeting
| WK 2010 kwalificatie (Hamburg, Duitsland, 14 oktober 2009): |              | |
| Duitsland | 1 – 1        | Finland |
| Lukas Podolski 90+1' | goals        | 11' Jonatan Johansson |
| Joachim Löw | bondscoach   | Stuart Baxter |
| René Adler Andreas Beck Arne Friedrich Heiko Westermann Philipp Lahm Michael Ballack 46' Thomas Hitzlsperger 46' Piotr Trochowski Cacau Mario Gómez 77' Lukas Podolski | opstellingen | Jussi Jääskeläinen Niklas Moisander Sami Hyypiä Roman Jerjomenko Tim Sparv 87' Jari Litmanen Veli Lampi 66' Kasper Hämäläinen Markus Heikkinen 72' Jonatan Johansson Roni Porokara |
| Mesut Özil 46' Christian Gentner 46' Miroslav Klose 77' | wissels      | 66' Joonas Kolkka 72' Shefki Kuqi 87' Ari Nyman |
| | gele kaarten | 74' Tim Sparv 90' Niklas Moisander |
| - Honderdste interland van aanvaller Jonatan Johansson voor Finland.                                                                                                   |              | |

### 23ste ontmoeting
| Vriendschappelijk (Mönchengladbach, Duitsland, 31 augustus 2016): |              | |
| Duitsland | 2 – 0        | Finland |
| Max Meyer 55' Paulus Arajuuri 77' (e.d.) | goals        | |
| Joachim Löw | bondscoach   | Hans Backe |
| Marc-André ter Stegen 46' Shkodran Mustafi Jonas Hector 63' Niklas Süle 58' Bastian Schweinsteiger 68' Mario Götze Karim Bellarabi Max Meyer Joshua Kimmich Kevin Volland Julian Brandt 78' | opstellingen | Lukáš Hrádecký Niklas Moisander Jukka Raitala 72' Markus Halsti 82' Paulus Arajuuri 60' Jere Uronen Thomas Lam 46' Kasper Hämäläinen Alexander Ring 46' Robin Lod 72' Joel Pohjanpalo |
| Bernd Leno 46' Jonathan Tah 58' Mesut Özil 63' Julian Weigl 68' Thomas Müller 78' | wissels      | 46' Teemu Pukki 46' Rasmus Schüller 60' Janne Saksela 72' Eero Markkanen 72' Sakari Mattila 82' Juhani Ojala                                                                          |
| - Debuut van Niklas Süle (TSG 1899 Hoffenheim) voor Duitsland. |              | |